# アクロ (スキー)
アクロ（英語: Acro）は、斜面を滑り降りながら踊るようにさまざまな技を行うスキーのフリースタイル競技の1つ。以前はバレエスキー（英語: Ballet Ski）と呼ばれていた。
フィギュアスケートによく似た競技であり、スキー板を雪面につけたまま回転するスピンやステップ、空中で横回転するジャンプやストックを使用して縦に回転するフリップなどの技を組み合わせ、音楽に合わせて滑走する。競技は難度点と芸術点によって採点される。

## 歴史
1980年、フリースタイルスキー・ワールドカップの初開催から競技種目となり、1986年にフリースタイルスキー世界選手権でも行われた。さらに1988年カルガリーオリンピックと1992年アルベールビルオリンピックで公開競技として行われたが、ジャッジが主観的に過ぎるなどの理由で正式種目にはならなかった。オリンピックで正式種目にならなかったことなどから競技人口や観客数などが減少していった。1996年、バレエスキーからアクロに名称が変更され、ルールなども改正されたが、競技人口や観客数などが減少はとどまらず、各競技会が終了されることになる。世界選手権では1999年のマイリンゲン・ハスリベルク大会が最後となり、1999-2000シーズンにワールドカップの種目からも外れ、世界の舞台から姿を消した。その後、コンチネンタルカップや各国のナショナルカップにおいても種目から外れていき、2000年代後半にはアクロの大会はほとんどなくなった。

## 用具
スキー板は扱いやすい短いものが使用されるが、大会などでは最低限の長さ（120 - 140センチメートル程度）が規定されている。ストックはフリップなどを行うために非常に太く強度の優れたものを使用するが、ワールドカップの種目から外れた2000年以降はアクロ専用の用具は製造されていない。